# Білка та Їжак
Білка та їжак (кор.: хангиль: 다람이와 고슴도치) — північнокорейський анімаційний серіал, створений SEK Studio (조선4.26만화영화촬영소). Білка та Їжак – один із найпопулярніших мультсеріалів у Північній Кореї. Вважається, що серіал було припинено в 2012 році, приблизно в той час, коли державне телебачення Північної Кореї змінило свій розклад мовлення, що призвело до скорочення кількох анімаційних програм разом з ним.
Перший епізод серіалу, знятий у 1977 році, заснований на короткому романі, опублікованому в північнокорейському дитячому журналі в 1970-х роках. Короткометражний фільм настільки сподобався публіці, що знімальна група вирішила перетворити серіал на серіал. У 2006 році продюсери сказали, що шоу буде у виробництві.
Наразі серіал повторно транслюють на Центральному телебаченні Кореї з липня 2023 року до 46-ї річниці серіалу.

## Персонажі та локації

### Інші села Квіткового пагорбу
Рідне місто головного героя. У цьому селі живуть білки, їжаки, качки, зайці та маленькі тварини.
- Ґьомсеґі (금색이/Золота білка, кодове ім'я «Пан-ул-ґот») — головний герой серіалу. Він спритний, сміливий та мудрий.
- Джулдарамі (줄다람이/Смугаста білка) — він є розвідником із Квіткового пагорба та партнером Ґьомсеґі. Він довіряє і любить Ґьомсеґі і готовий віддати за нього все. Він демонструє сильну відданість і дружбу по відношенню до Ґьомсеґі до такої міри, що каже: «Я віддам своє життя за нього». Їхні стосунки перетворилися на «брати-близнюки» в міжнародному дубляжі.
- Памсеґі (밤색이/Брауні, бура білка) — молодший брат Ґьомсеґі. Новий персонаж другого сезону. Раніше він був помічником доктора Крота, але стає розвідником слідом за своїм братом.
- Розвідник Косумдочі (고슴도치 정찰병/Їжак-розвідник) — близький друг Ґьомсеґі та Джулдарамі. Брат Ундочі.
- Розвідник Муланґе (물안개) — шпигун Квіткового пагорба.
- Ундочі (은도치) — молодший брат Ґосеумдочі. Новий персонаж другого сезону. Він хоче стати чудовим розвідником після Ґьомсеґі та свого старшого брата.
- Ґомаджьоссі (곰 아저씨/Дядько Ведмідь) – нахабний друг села, який обіцяє, але не може захистити його.
- Мулорі (물오리 선장/Капітан дика качка) — капітан військово-морських сил Квіткового пагорба. Близький друг Ґьомсеґі.
- Даламджві-Сальєон (다람쥐 사령관/Командир білок) — командир прихованих сил Квіткового пагорба.
- Ґосьомдочі Сальон-ґван (고슴도치 사령관/Командир Їжака) — командувач збройними силами Квіткового пагорба.
- Памнаму (팜나무/Пальмове дерево) — шпигун Flower Hill.

### Імперія Ласок
- Капітан Ласка (족제비 대장/Головний командир)
- Мулманґчо (물망초/Незабудка) — головний лиходій серіалу. Він носить окуляри. Він один із небагатьох персонажів, які знають, що Ґьомсеґі є шпигуном Квіткового пагорба.
- Оеґвіпарі/Одновухий (외귀팔이) — це миша, що йде за Мулманґчо. Він втратив одне вухо.
- Чорна ласка (검은 족제비) -
- Одноока Ласка (애꾸 특무대장, 돌산 참모장/Командир Розвідників) — командувач таємними силами Імперії Ласок.
- Доктор Біла Ласка (흰 족제비 박사) — Головний у штабі Осетрової бази до її знищення. Головний загону Залізного Ворона острова Тоґґебі.
- Манко-Джоджебі (망코 족제비/Манґко) — начальник штабу таємної поліції Імперії Ласок, який змінив тимчасового фактичного лідера шляхом перевороту проти генерального командувача.
- Польова миша № 2 (필드 마우스 2번) - розвідник Імперії Ласок.
- Командир пошуку (수색사령관/Сусеґсалєон-ґван) — посланник і командувач на горі Рок

### Вовче лігво
- Капітан Вовк/Кетео (승냥이 대장) — капітан вовчої армії. У нього блакитні сяючі очі.
- Помічник Ласка/1-й лейтенант Чой (족제비 보좌관) — молодший брат капітана Ласки та другий командир вовчого лігва.
- Помічник Фокс/2-й лейтенант Йоу/лейтенант Лисиця Віксен (여우 장교) Третій командир вовчого лігва. У неї маніпулятивний характер.

### Квітковий пагорб
- Біляче село
- Кроляче село
- Пташине село
- Жирафове село (тільки згадка)
- Оленяче село (тільки згадка)
- Мавпяче село (тільки згадка)
- Село ласок (тільки згадка)
- Ведмеже село (лише згадка)
- Слонове село (лише згадка)
- Пустельні землі (лише згадка)

## Озвучка

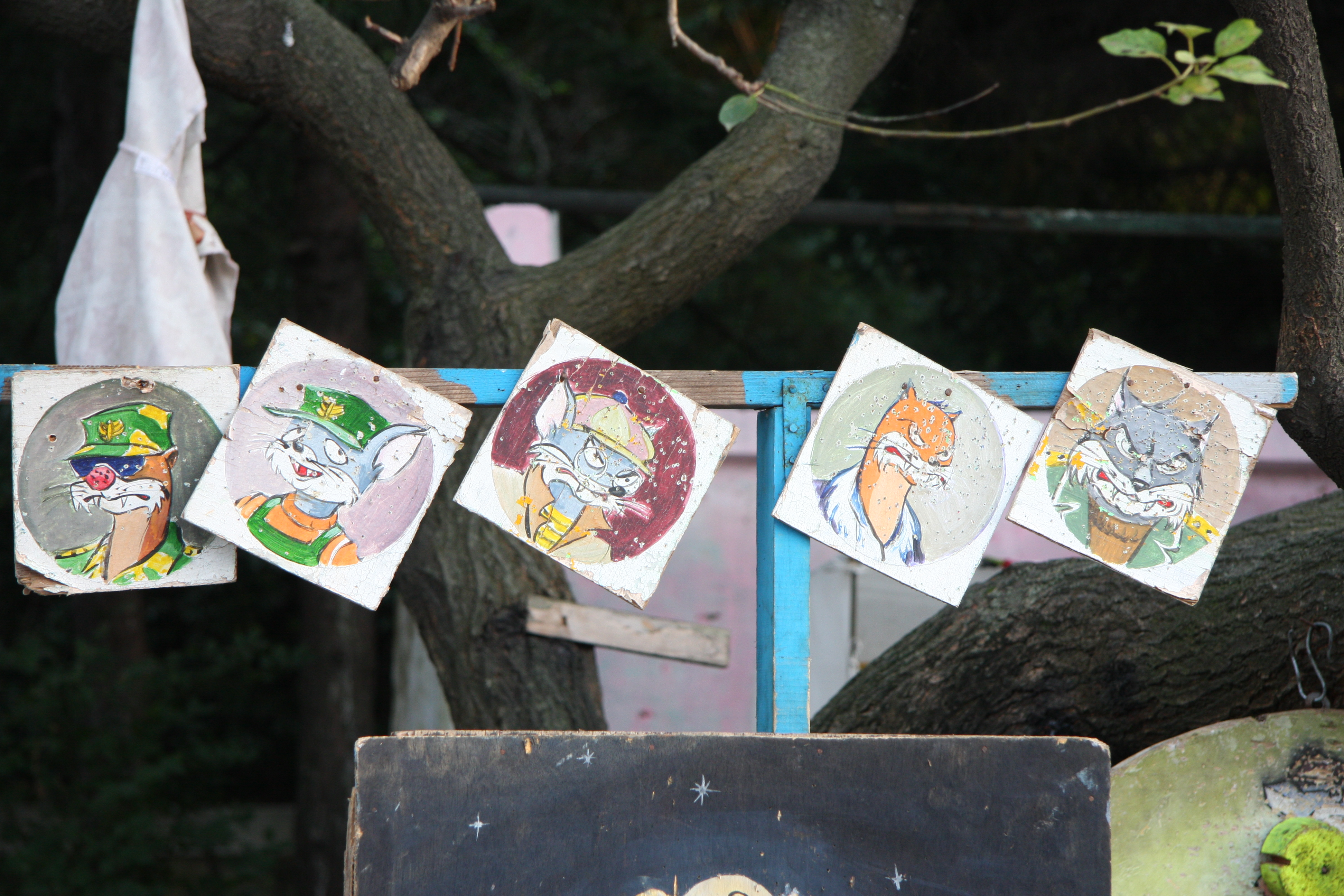
Персонажі Білки та Їжака

- Ґьомсеґі: Невідомо(епізод 1, 2~4) → Вон Чон-Сук (епізод 5~31) → Хео Кьон-Хой (епізод 32~)
- Джулдарамі: Невідомо (епізод 4) → Кім Те-Рьон (епізод 10~13, 17) → Вон Чон-Сук (епізод 14, 15) → Рім Бок-Хой (епізод 19~)
- Бамсеґі: Рім Ун-Йон
- Розвідник Ґосьомдочі: Невідомо (епізод 1~4) → Квон Ньон-Джу
- Ундочі: Лі Ун-Джу (епізод 27) → Чое Хьон-Ха
- Доктор Кріт: Кім Те-Хон
- Капітан Ласка: Невідомо (епізод 1~4) → Кім Те-Хон
- Мулманґчо: Невідомо (епізод 7~11) → Кім Те-Рьон (епізод 6, 12~26) → Вон Джон-Сук (епізод 27) → Рім Бок-Хой (епізод 28~)
- Оеґвіпарі: Квон Ньон Джу (епізод 8~26) → Лі Юн-Джу (епізод 27~)
- Доктор Біла ласка: Кім Те-Хон
- Капітан Вовк/Капітан Кеотео: Невідомо (епізод 27, 28) → Кім Йон-Чоль (епізод 31~)
- Помічник Ласка/1-й лейтенант Чой: Кім Те-Хон (епізод 27) → Сонг Йон-Чоль (епізод 31~)
- Помічник Ласка/Лейтенант Фокс Віксен/Другий лейтенант Йоу: Рім Ун-Йон
- Польова миша № 2: Вон Джон-Сук
- Інші актори: Чан Чун-Ха, Чой Сун-Бон, Сон Йон-Сук, Кім Чо-Кюн та ін.

## Епізоди
|    | Оригінальна назва      | Переклад назви                      | Режисер                   | Історія                 | Музика                       | Дата першого показу |
| -- | ---------------------- | ----------------------------------- | ------------------------- | ----------------------- | ---------------------------- | ------------------- |
| 1  | 다람이가 찾은 교훈     | Урок для Білки                      | Кім Джун-Ок               | Кім Джун-Ок             | Кім Джун-Ок, Кім Мьон-Хой    | 1977                |
| 2  | 족제비네 소굴에서      | У лігві Ласок                       | Кім Джун-Ок               | Кім Джун-Ок             | Кім Мьон-Хой                 | 1978-1979           |
| 3  | 다람이의 복수전        | Битва помсти Білки                  | Кім Джун-Ок               | Кім Джун-Ок             | Кім Мьон-Хой                 | 1980-1981           |
| 4  | 정찰병 금색다람이      | Розвідник, Золота білка             | Кім Джун-Ок               | Кім Джун-Ок             | Кім Мьон-Хой                 | 1982-1983           |
| 5  | 끝나지 않은 싸움       | Тривала битва                       | Кім Кван-Сон              | Кім Хва-Сон, Рі Йон-Чун | Пек Ін-Сон                   | 8 лютого 1997       |
| 6  | 금색이가 날린 전파     | Повідомлення від Золотої Білки      | Кім Йон-Чоль              | Кім Хва-Сон, Рі Йон-Чун | Кім Мьон-Хой, Хан Шан-Чоль   | 29 вересня 1997     |
| 7  | 독거미굴의 비밀        | Таємниця Печери Вовчого Павука      | Кім Йон-Чоль              | Кім Хва-Сон, Рі Йон-Чун | Кім Мьон-Хой, Хам Чоль       | 13 грудня 1997      |
| 8  | 돌산으로 날아간 특사   | Посланець на гору Рок               | Кім Йон-Чоль              | Кім Хва-Сон, Рі Йон-Чун | Кім Мьон-Хой, Хам Чоль       | 21 березня 1998     |
| 9  | 고슴도치의 위훈        | Чудова служба Їжака                 | Кім Йон-Чоль              | Кім Хва-Сон, Рі Йон-Чун | Кім Мьон-Хой, Хам Чоль       | 12 червня 1998      |
| 10 | 돌산에서의 결전        | Битва на горі Рок                   | Кім Йон-Чоль              | Кім Хва-Сон, Рі Йон-Чун | Кім Мьон-Хой, Хам Чоль       | 1 вересня 1998      |
| 11 | 검은 열쇠              | Чорний ключ                         | Кім Йон-Чоль              | Кім Хва-Сон, Рі Йон-Чун | Кім Мьон-Хой, Хам Чоль       | 30 жовтня 1998      |
| 12 | 위험한 적수            | Небезпечний ворог                   | Кім Йон-Чоль              | Кім Хва-Сон, Рі Йон-Чун | Кім Мьон-Хой, Хам Чоль       | 23 грудня 1998      |
| 13 | 비밀문건               | Секретний документ                  | Кім Йон-Чоль              | Кім Хва-Сон, Рі Йон-Чун | Кім Мьон-Хой, Хам Чоль       | 2 лютого 1999       |
| 14 | 적후에서의 한순간      | Подія у тилу ворогів                | Кім Кван-Сон              | Кім Хва-Сон, Рі Йон-Чун | Кім Мьон-Хой, Хам Чоль       | 9 червня 1999       |
| 15 | 흰눈작전               | Операція "Білий сніг"               | Кім Кван-Сон, До Чоль     | Кім Хва-Сон, Рі Йон-Чун | Кім Мьон-Хой, Хам Чоль       | 3 липня 1999        |
| 16 | 흰눈작전은 계속 된다   | Операція "Білий сніг" продовжується | Кім Йон-Чоль              | Кім Хва-Сон, Рі Йон-Чун | Кім Мьон-Хой, Хам Чоль       | 18 вересня 1999     |
| 17 | <방울꽃>은 보고한다    | "Пан-ул-ґот" повідомляє             | До Чоль, Кім Йон-Чоль     | Кім Хва-Сон, Рі Йон-Чун | Кім Мьон-Хой, Хам Чоль       | 20 вересня 2000     |
| 18 | 파도를 헤치고          | По хвилям                           | О Сін-Хьок                | Кім Хва-Сон             | Кім Мьон-Хой, Хам Чоль       | 30 листопада 2000   |
| 19 | 무서운 음모            | Огидна змова                        | Кім Йон-Чоль, Юн Йон-Ґіль | Рі Йон-Чун              | Кім Мьон-Хі, Хам Чоль        | 1 квітня 2001       |
| 20 | 밤하늘에 울린 폭음     | Вибух вночі                         | Кім Йон-Чоль, Рі Сок-Хун  | Кім Хва-Сон, Рі Йон-Чун | Кім Мьон-Хой, Хам Чоль       | 25 листопада 2001   |
| 21 | 원수는 살아있다        | Вороги живі                         | О Сін-Хьок                | Кім Хва-Сон, Рі Йон-Чун | Кім Мьон-Хой, Хам Чоль       | 25 червня 2002      |
| 22 | 보석목걸이를 찾아서    | Пошуки дорогоцінного кольє          | Юн Йон-Ґіль               | Кім Хва-Сон, Рі Йон-Чун | Кім Мьон-Хой, Хам Чоль       | 24 грудня 2002      |
| 23 | 철갑상어 기지에서      | На "Осетровій" базі                 | Юн Йон-Ґіль               | Кім Хва-Сон, Рі Йон-Чун | Кім Мьон-Хой, Хам Чоль       | 5 травня 2003       |
| 24 | 위험을 맞받아          | Проти загрози                       | О Сін-Хьок, Ґє Хун        | Кім Хва-Сон, Рі Йон-Чун | Кім Мьон-Хой, Хам Чоль       | 10 липня 2003       |
| 25 | 벼락작전               | Операція "Грім"                     | Юн Йон-Ґіль               | Кім Хва-Сон, Рі Йон-Чун | Кім Мьон-Хой, Хам Чоль       | 28 листопада 2004   |
| 26 | 불길속의 방울꽃        | "Па-ул-ґот" у вогні                 | О Сін-Хьок                | Кім Хва-Сон, Рі Йон-Чун | Кім Мьон-Хой, Хам Чоль       | 2 січня 2005        |
| 27 | <올가미> 작전          | Операція "Петля"                    | О Сін-Хьок                | Чо Ін-Сон               | Кім Мьон-Хой, Хам Чоль       | 27 грудня 2006      |
| 28 | 두더지 박사의 비밀문건 | Секретний документ доктора Крота    | О Сін-Хьок                | Кім Хва-Сон             | Кім Мьон-Хой, Хам Чоль       | 1 січня 2008        |
| 29 | 흰 족제비 소굴에서     | У лігві Білої Ласки                 | О Сін-Хьок                | Кім Хва-Сон             | Кім Мьон-Хой, Хам Чоль       | 25 серпня 2008      |
| 30 | 원수를 맞받아          | Проти ворогів                       | Рі Чоль                   | Чо Ін-Сон               | Кім Мьон-Хой, Хам Чоль       | 17 жовтня 2010      |
| 31 | 승냥이 소굴에로        | У лігво Вовчого загону              | Рі Чоль                   | Чо Ін-Сон               | Кім Мьон-Хой, Хам Чоль       | 17 лютого 2011      |
| 32 | 원수는 간악하다        | Порочні вороги                      | Рі Чоль                   | Чо Ін-Сон               | Кім Мьон-Хой, Джон Пьон-Чоль | 6 червня 2012       |

## Критика
Серед закордонних критиків є припущення, що білки та їжаки — це північнокорейці, миші — південнокорейці, ведмідь — радянська влада, ласки — японці, вовки — американці, а лисиці — робітничий клас і меншини Сполучених Штатів, які, як стверджується, збігаються з метафоричними інтерпретаціями геополітичного середовища країни. Але це алегоричне тлумачення ніколи не розкривається в серіалі, і співробітники студії SEK стверджували, що це алегоричне тлумачення не відповідає дійсності. Вони неодноразово стверджували, що цей мультфільм створений для навчання дітей любові, дружбі та патріотизму. Однак Чой Сон Ґук, перебіжчик з Північної Кореї, який кілька років працював аніматором у SEK Studio, сказав, що «ласки, миші та вовки символізують іноземних загарбників (імперіалістів)».
Джаджусібо, провідне ультраліве та про-північнокорейське ЗМІ Південної Кореї, вело колонку, в якій критикувала алегоричні інтерпретації серіалу західними людьми. Посилаючись на інтерв’ю зі співробітниками SEK, вони вказали, що такі політичні спекуляції щодо шоу були «перебільшені західними людьми». Один корейсько-китайський користувач мережі Яньбянь сказав: «Я люблю це шоу з дитинства, але ніколи не думав, що в шоу існує така алегорична інтерпретація».
Тим часом Чосон Ільбо, консервативне південнокорейське ЗМІ, розкритикувало шоу за дуже насильницьку, жорстоку та відверто алегоричну пропаганду.

## Продукція
Немає відомих офіційних записів про товари, але бренди зубної пасти та рюкзаків із зображенням головних героїв продавалися в магазинах Північної Кореї. Також є кілька статуй у дитячих парках, які розташовані в Пхеньяні.

## Манхва
Паралельно з телешоу вийшла північнокорейська манхва. Між нею і телесеріалом було кілька ключових відмінностей, наприклад, персонаж «лейтенант Фокс Віксен», спочатку зображений як чоловік. Невідомо, чому відбулася ця зміна, але це могло бути тому, що визнали, що Збройні сили Сполучених Штатів дозволили жінкам воювати разом із солдатами-чоловіками.

## Інші роботи
Студія SEK, північнокорейська студія, яка випустила цей серіал, також випустила низку окремих короткометражних мультфільмів з тваринами. Деякі з них є частиною великої серії під назвою «Розумний єнотовидний пес» (령리한 너구리). На відміну від Білки та Їжака, вони зосереджені насамперед на освіті з безпеки дорожнього руху, науці, спорті, літній волонтерській роботі тощо.

## Дубляж від Mondo
Серіал був випущений англійською та іспанською мовами Mondo TV під назвами Brave Soldier та Soldados Valientes відповідно. Сюжет серіалу було змінено в дубляжах, так що тонкі посилання на Північну Корею чи відверту пропаганду в кінцевому підсумку були видалені. Прихильники серіалу часто критикують цей переклад за наявність типових акторів озвучування та недоречний аудіодубляж. Другий сезон так і не був дубльований через проблеми з ліцензуванням, оскільки Mondo TV володіє лише правами на першу добірку епізодів.

## Показ в Україні
Відомо, що мультсеріал транслювався в Україні, приблизно з 2007-го по 2012-й роки на телеканалі ТЕТ, де мав офіційний український дубляж, який вважається втраченим.

## Дивіться також
- Північнокорейська анімація
- Студія SEK
- Розумний єнотовидний пес
- Хлопчик генерал